# Ooencyrtus neustriae
Ooencyrtus neustriae är en stekelart som beskrevs av Mercet 1925. Ooencyrtus neustriae ingår i släktet Ooencyrtus och familjen sköldlussteklar.
Artens utbredningsområde är:
- Frankrike.
- Portugal.
- Rumänien.
- Spanien.
- Ukraina.

Inga underarter finns listade i Catalogue of Life.